# 南タクシー
南タクシー株式会社（みなみタクシー）は、大阪市生野区に本社を置くタクシー・ハイヤー事業者。

## 概要
- 沿革: 1960年（昭和35年）創業
- 事業: タクシー・ハイヤー事業
- 加盟無線グループ: 関西ハイタク事業協同組合（KANKYO）